# Manfred von Ardenne
Manfred von Ardenne (Hamburgo, 20 de enero de 1907–Dresde, 26 de mayo de 1997) fue un  físico, investigador e  inventor alemán. Obtuvo aproximadamente 600 patentes en campos como la microscopía electrónica, tecnología médica, tecnología nuclear, física del plasma y tecnología de la radio y la televisión. Desde 1928 a 1945, dirigió su laboratorio de investigación privada Forschungslaboratorium für Elektronenphysik. Durante diez años posteriores a la Segunda Guerra Mundial, trabajó en la Unión Soviética en el programa nuclear de la Unión Soviética y fue galardonado dos veces con el premio Stalin (1947 y 1953). A su regreso a Alemania, comenzó otro laboratorio privado, el Forschungsinstitut Manfred von Ardenne.

## Carrera

### Primeros años
La tormentosa vida de la abuela de von Ardenne, Elisabeth von Ardenne (1853–1952), se dice que fue la inspiración para Effi Briest de Theodor Fontane, uno de los más famosos novelistas realistas alemanes.
Nacido en 1907 en Hamburgo en una familia aristócrata, rica, en la que von Ardenne fue el mayor de cinco hijos. En 1913, el padre de von Ardenne fue asignado al Kriegsministerium, trasladándose a Berlín. Desde su temprana juventud, a von Ardenne le intrigaba cualquier forma de tecnología, y esto fue fomentado por sus padres. La educación temprana de Von Ardenne fue en casa a través de maestros particulares. En Berlín, desde 1919, Ardenne asistió al Realgymnasium, donde prosiguió sus intereses en física y tecnología. En una competencia escolar, presentó los modelos de una cámara y un sistema de alarma, por los cuales se le otorgó el primer lugar.
En 1923, a la edad de 15, obtuvo su primera patente para un tubo electrónico con varios sistemas (tres) en un solo tubo para aplicaciones en telegrafía sin hilos. En este momento, Ardenne dejó prematuramente el Realgymnasium para proseguir el desarrollo de la ingeniería de radio con el empresario Siegmund Loewe, que se convirtió en su mentor. Loewe construyó el barato tubo electrónico de sistema múltiple Loewe-Ortsempfänger OE333 con Ardenne. En 1925, de patentes ventas e ingresos de publicaciones, Ardenne había mejorado sustancialmente el amplificador de banda ancha (amplificador acoplado en resistencia), que fue fundamental para el desarrollo de la televisión y radar.
Sin un Abitur, porque no se había graduado del Gymnasium, Ardenne entró al nivel universitario de estudios en física, química, y matemática. Después de cuatro semestres, dejó sus estudios formales, debido a la inflexibilidad del sistema universitario, educándose a sí mismo; fue un autodidacta y se dedicó a la investigación en física aplicada.
En 1928, se hizo cargo de su herencia con control total sobre cómo podría gastarse, y estableció su laboratorio de investigación privada Forschungslaboratorium für Elektronenphysik, en Berlin-Lichterfelde, para llevar a cabo su propia investigación en tecnología de radio y televisión y microscopía electrónica. Inventó el microscopio electrónico de barrido. Financió el laboratorio con los ingresos que recibió de sus invenciones y de contratos con otras finalidades. Por ejemplo, su investigación en física nuclear y tecnología de alta frecuencia fue financiada por el Reichspostministerium (RPM, Ministerio Postal de Reich), dirigido por Wilhelm Ohnesorge. M. von Ardenne atrajo personal calificado para trabajar en sus instalaciones, como el físico nuclear Fritz Houtermans, en 1940. Ardenne también realizó investigaciones sobre la separación de isótopos. La pequeña lista de equipos que Ardenne tenía en el laboratorio es impresionante para un laboratorio privado. Por ejemplo, cuando el 10 de mayo de 1945 fue visitado por el Coronel General V. A. Makhnjov de la NKVD, acompañado por los físicos rusos Isaak Kikóin, Lev Artsimóvich, Gueorgui Fliórov, y Vladímir Migulin, alabaron la investigación y el equipo, incluyendo un microscopio electrónico, un ciclotrón de 60 toneladas y la instalación de separación de isótopos de plasma iónico.

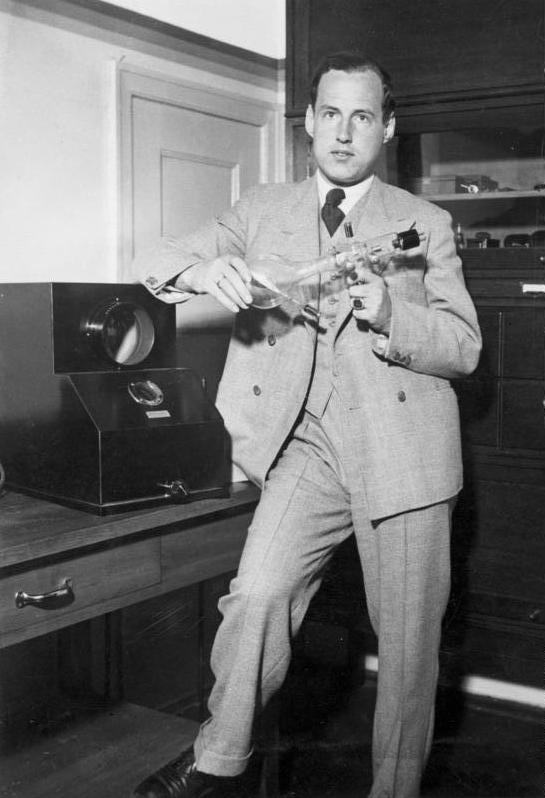
Ardenne en 1933.

En la Muestra de Radio de Berlín en agosto de 1931, Ardenne dio al mundo la primera demostración pública de un sistema de televisión utilizando un tubo de rayos catódicos para transmisión y recepción. (Ardenne nunca desarrolló un tubo de cámara, usando la CRT en su lugar como un escáner de punto volante para escanear diapositivas y película.) Ardenne logra su primera transmisión de imágenes de televisión de 24 de diciembre de 1933, seguido de pruebas para un servicio público de televisión en 1934. El primer servicio mundial de televisión electrónicamente escaneada comenzó en Berlín en 1935, que culminó con la emisión en directo de los Juegos Olímpicos de Berlín 1936 desde Berlín a lugares públicos en toda Alemania.

### Forma una familia
En 1937, Ardenne se casó con Bettina Bergengruen; ellos tuvieron 4 hijos.

### Gran inventor alemán
En 1937, Ardenne desarrolló el microscopio electrónico de barrido. Durante la Segunda Guerra Mundial, participó en el estudio y aplicación del radar.

### Laureado en la Alemania nazi
En 1941 se le otorgó la "Leibniz-Medaille" de la "Preußische Akademie der Wissenschaften" y en enero de 1945, recibió el título de "Reichsforschungsrat" (Asesor de investigación imperial).

### En la Unión Soviética
Von Ardenne, Gustav Hertz, laureado con el Premio Nobel y director del Centro II de investigación en Siemens, Peter Adolf Thiessen, profesor ordinario en la Universidad Humboldt de Berlín y director del Kaiser-Wilhelm Institut für physikalische Chemie und Elektrochemie (KWIPC) en Berlin-Dahlem, y Max Volmer, profesor ordinario y director en el Instituto de Física y Química en la Berlin Technische Hochschule, hicieron un pacto. El pacto fue una promesa que quien primero se pusiera en contacto con los soviéticos hablaría por el resto. Los objetivos de su pacto eran tres: (1) evitar el saqueo de sus institutos, (2) continuar su trabajo con una interrupción mínima y (3) protegerse de enjuiciamiento por los actos políticos del pasado. Antes del término de la Segunda Guerra Mundial, Thiessen, miembro del Nationalsozialistische Deutsche Arbeiterpartei, tenía contactos comunistas. El 27 de abril de 1945, Thiessen llegó al instituto de von Ardenne en un vehículo blindado con un mayor del ejército soviético, que también era un químico líder soviético, y que emitió a Ardenne una carta protectora (Schutzbrief).
Los cuatro miembros del pacto fueron llevados a la Unión Soviética y Von Ardenne fue nombrado jefe del Instituto A, en Sinop, un suburbio de Sujumi. En su primer encuentro con Lavrenti Beria, von Ardenne fue requerido para participar en el programa soviético de armas nucleares, pero von Ardenne rápidamente se dio cuenta de que esto impediría su repatriación a Alemania, así que se asignó un objetivo en el enriquecimiento de isótopos, lo que le fue confirmado.
Los objetivos de Von Ardenne en el Instituto A incluían: (1) separación electromagnética de isótopos, en lo cual von Ardenne era líder, (2) técnicas para la fabricación de barreras porosas para separación de isótopos, que Peter Adolf Thiessen era el líder y (3) técnicas moleculares para la separación de isótopos de uranio, en que Max Steenbeck era el líder; Steenbeck fue colega de Hertz en Siemens.
Otros en el Instituto A incluían a Ingrid Schilling, Alfred Schimohr, Gerhard Siewert, y Ludwig Ziehl. A finales de los 1940, cerca de 300 alemanes trabajaban para el Instituto, y ellos no eran el total de los que trabajaban.
Hertz era el director del Instituto G, en Agudseri (Agudzery), a 10 km al sureste de Sujumi y en un suburbio de Gulripsh; después de 1950, Hertz se trasladó a Moscú. Volmer fue al Nauchno-Isslédovatelski Institut-9 (NII-9, Scientific Research Institute No. 9), in Moscú; le dieron una oficina de diseño para trabajar en la producción de agua pesada. En el Instituto A, Thiessen se convirtió en líder para el desarrollo de técnicas para la fabricación de barreras porosas para separación de isótopos.
A sugerencia de las autoridades, Ardenne finalmente cambió su investigación de separación de isótopos para investigación de plasma dirigido hacia la fusión nuclear controlada.
En 1947, Ardenne fue galardonado con un premio Stalin para su desarrollo de un microscopio electrónico de mesa. En 1953, antes de su regreso a Alemania, recibió un premio Stalin, primera clase, por contribuciones al programa nuclear soviético; el dinero de este premio, de 100.000 rublos, se utilizó para comprar el terreno para su instituto privado en República Democrática de Alemania (RDA). Según un acuerdo de Ardenne con autoridades de la Unión Soviética poco después de su llegada, el equipo que trajo a la Unión Soviética desde su laboratorio en Berlín-Lichterfelde no debía ser considerado como reparaciones a la Unión Soviética. Ardenne tomó el equipo con él en diciembre de 1954, cuando regresó a Alemania.

### Regreso a Alemania Oriental

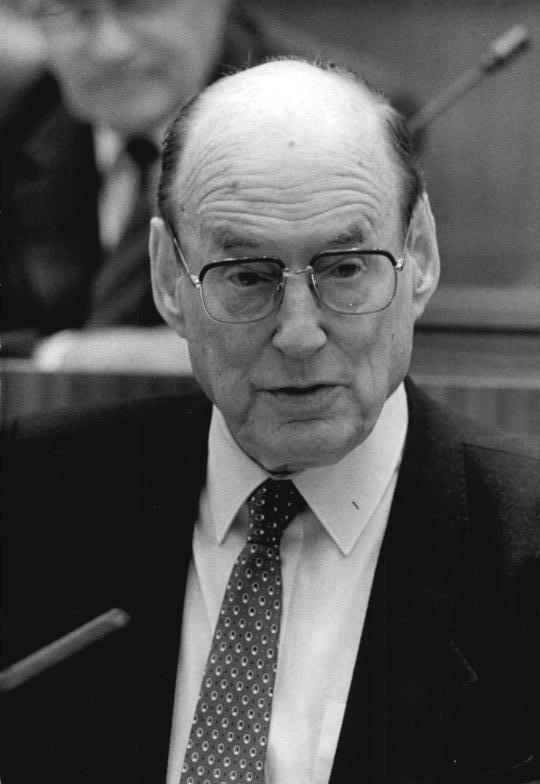
Ardenne habla a la Volkskammer (1986).

Después del regreso de Von Ardenne a la República Democrática Alemana (Deutsche Demokratische Republik; DDR), se convirtió en "Professor für elektrotechnische Sonderprobleme der Kerntechnik" (Profesor de problemas especiales de electrotécnica de tecnología Nuclear) en el Technische Hochschule Dresde. También fundó su instituto de investigación en Dresde, "Forschungsinstitut Manfred von Ardenne", que con más de 500 empleados se convirtió en una institución única en Alemania Oriental como un Instituto de investigación líder que fue una operación privada. Sin embargo, colapsó con deudas importantes después de la reunificación en 1991 y resurgió como Anlagentechnik GmbH. Ardenne ganó en dos oportunidades el Premio Nacional.
En 1957, Ardenne se convirtió en "Forschungsrat" de la RDA (DDR por sus siglas en alemán). En ese año, desarrolló una endoradiosonda para diagnósticos médicos. En 1958, fue galardonado con el "Nationalpreis" de la RDA; el mismo año se convirtió en miembro del "Friedensrat". En 1959, recibió una patente para el horno de haz de electrones que desarrolló. En 1961, fue seleccionado Presidente del "Internationale Gesellschaft für medizinische Elektronik und biomedizinische Technik". Desde los 1960s, amplió su investigación médica y se hizo conocido por su oxigenoterapia de varios pasos y terapia de varios pasos de cáncer.
En 1963, Ardenne se convierte en el presidente del "Kulturbund" de la RDA. Durante el período desde 1963 a 1989, fue diputado en la Cámara Popular de la RDA , así como miembro de la "Kulturbund-Fraktion".
Después de la creación de la sociedad entre las ciudades de Dresden-Hamburgo (1987), Ardenne se convirtió en ciudadano honorario de Dresde en septiembre de 1989.
En 2002, el Europäische Forschungsgesellschaft Dünne Schichten" alemán ("Sociedad europea de investigación en película delgada") nombró su Premio anual en honor a von Ardenne.
Al momento de su muerte Von Ardenne había obtenido más de 600 patentes.

## Honores
Von Ardenne recibió muchas distinciones y homenajes durante su vida:
| Fecha                    | Premio |
| ------------------------ | --- |
| 3 de julio de 1941       | Medalla Leibniz de plata de la Academia Prusiana de las Ciencias. |
| 2 de enero de 1945       | Nombrado al Reichsforschungsrat |
| 8 de diciembre de 1947   | Premio Stalin |
| 31 de diciembre de 1953  | Premio Stalin |
| 26 de julio de 1955      | Miembro de la sección de física de la Academia de Ciencias de Alemania |
| 10 de noviembre de 1955  | Miembro de la Wissenschaftlichen Rates für friedliche Anwendung der Atomenergie (Consejo científico para las aplicaciones pacíficas de la energía atómica) del Consejo de Ministros de la RDA |
| 1 de junio de 1956       | Profesor Honorario, en la Technische Hochschule Dresden. |
| 15 de julio de 1957      | Miembro de la 'Forschungsrates (Consejo de investigación de la RDA) |
| 7 de diciembre de 1957   | Medalla Ernst Moritz Arndt |
| 18 de abril de 1958      | Medalla de la Paz de la RDA |
| 25 de septiembre de 1958 | Doctorado honorario de Ciencias Naturales de la Ernst Moritz Arndt University of Greifswald                                                                                                   |
| 7 de octubre de 1959     | Gran Cruz de la medalla al servicio de la República Árabe Unida. |
| 27 de mayo de 1961       | Presidente de la Gesellschaft für biomedizinische Technik (Sociedad para la tecnología biomédica)                                                                                             |
| 2 de noviembre de 1962   | Miembro del Wissenschaftlichen Rates des Ministerium für Gesundheitswesen (Consejo científico del Ministerio de salud) de la RDA.                                                             |
| 7 de octubre de 1965     | Premio Nacional segunda clase |
| 15 de diciembre de 1965  | Miembro de la Academia astronáutica internacional de París |
| 12 de mayo de 1970       | Premio Lenin |
| 29 de octubre de 1973    | Medalla Hans Bredow |
| 12 de diciembre de 1978  | Doctor Honorario de Medicina de la Akademie Dresden |
| 20 de junio de 1979      | Miembro honorario del Forschungsrates de la RDA |
| 1 de diciembre de 1981   | Medalla Barkhausen de la Technische Hochschule Dresden. |
| 20 de enero de 1982      | Medalla al servicio patriótico de oro |
| 22 de septiembre de 1982 | Doctor Honoris causa de Educación de la Pädagogische Hochschule Dresden |
| 25 de octubre de 1983    | Miembro honorario del Gesellschaft für Ultraschalltechnik (Sociedad para el ultrasonido) |
| 19 de febrero de 1984    | Miembro honorario del Ärztegesellschaft für Sauerstoff-Mehrschritt-Therapie (Sociedad média de oxigenoterapia multietapa)                                                                     |
| 11 de abril de 1986      | Medalla Wilhelm Ostwald de la Academia de Ciencias de Sajonia |
| 2 de junio de 1986       | Medalla Richard Theile de la sociedad de tecnología de televisión alemana. |
| 9 de julio de 1986       | Medalla Ernst Abbe de la Cámara de Tecnología de la RDA. |
| 24 de abril de 1987      | Medalla del Arte y la Ciencia del Senado de Hamburgo. |
| 15 de mayo de 1987       | Premio Ernst Krokowski de la Sociedad para la prevención biológica del Cáncer. |
| 3 de marzo de 1988       | Medalla de Urania Ernst Haeckel |
| 21 de octubre de 1988    | Medalla Diesel de Oro de Munchen |
| 25 de noviembre de 1988  | Premio Friedrich von Schiller de Hamburgo |
| 26 de septiembre de 1989 | Ciudadano honorario de Dresde |
| 15 de julio de 1993      | Premio Colani al diseño de Francia |

## Libros escritos por él
- Manfred von Ardenne Tabellen der Elektronenphysik, Ionenphysik und Übermikroskopie. Bd. 1. Hauptgebiete (VEB Dt. Verl. d. Wissenschaften, 1956)
- Manfred von Ardenne Tabellen zur angewandten Kernphysik (Dt. Verl. d. Wissensch., 1956)
- Manfred von Ardenne Eine glückliche Jugend im Zeichen der Technik (Kinderbuchverl., 1962)
- Manfred von Ardenne Eine glückliche Jugend im Zeichen der Technik (Urania-Verl., 1965)
- Manfred von Ardenne Ein glückliches Leben für Technik und Forschung (Suhrkamp Verlag KG, 1982)
- Manfred von Ardenne Sauerstoff- Mehrschritt- Therapie. Physiologische und technische Grundlagen (Thieme, 1987)
- Manfred von Ardenne Sechzig Jahre für Forschung und Fortschritt. Autobiographie (Verlag der Nation, 1987)
- Manfred von Ardenne Mein Leben für Forschung und Fortschritt (Ullstein, 1987)
- Siegfried Reball, Manfred von Ardenne, and Gerhard Musiol Effekte der Physik und ihre Anwendungen (Deutscher Verlag, 1989)
- Manfred von Ardenne, Gerhard Musiol, and Siegfried Reball Effekte der Physik und ihre Anwendungen (Deutsch, 1990)
- Manfred von Ardenne Die Erinnerungen (Herbig Verlag, 1990)
- Manfred von Ardenne Fernsehempfang: Bau und Betrieb einer Anlage zur Aufnahme des Ultrakurzwellen-Fernsehrundfunks mit Braunscher Röhre (Weidmannsche, 1992)
- Manfred von Ardenne Wegweisungen eines vom Optimismus geleiteten Lebens: Sammlung von Hinweisen, Lebenserfahrungen, Erkenntnissen, Aussprüchen und Aphorismen über sieben der Forschung gewidmeten Jahrzehnte (Verlag Kritische Wissensch., 1996)
- Manfred von Ardenne Erinnerungen, fortgeschrieben (Droste, 1997)
- Manfred von Ardenne, Alexander von Ardenne, and Christian Hecht Systemische Krebs-Mehrschritt-Therapie (Hippokrates, 1997)
- Manfred von Ardenne Gesundheit durch Sauerstoff- Mehrschritt- Therapie (Nymphenburger, 1998)
- Manfred von Ardenne Wo hilft Sauerstoff-Mehrschritt-Therapie? (Urban & Fischer Verlag, 1999)
- Manfred von Ardenne Arbeiten zur Elektronik. 1930, 1931, 1937, 1961, 1968 (Deutsch, 2001)
- Manfred von Ardenne Die physikalischen Grundlagen der Rundfunkanlagen (Funk Verlag, 2002)
- Manfred von Ardenne and Manfred Lotsch Ich bin ihnen begegnet (Droste, 2002)
- Manfred von Ardenne Des Funkbastlers erprobte Schaltungen: Reprint der Originalausgabe von 1926 (Funk Verlag, 2003)
- Manfred von Ardenne, Gerhard Musiol, and Siegfried Reball Effekte der Physik und ihre Anwendungen (Deutsch, 2003)
- Manfred von Ardenne Empfang auf kurzen Wellen - Möglichkeiten, Schaltungen und praktische Winke: Reprint der Originalausgabe von 1928 (Funk Verlag, 2005)
- Manfred von Ardenne, Gerhard Musiol, and Siegfried Reball Effekte der Physik und ihre Anwendungen (Deutsch, 2005)
- Manfred von Ardenne and Kurt Borchardt (editors) Handbuch der Funktechnik und ihrer Grenzgebiete (Franckh)